# Skármeta
Skármeta är en kulle i Antarktis. Den ligger i Sydshetlandsöarna. Argentina, Chile och Storbritannien gör anspråk på området. Toppen på Skármeta är 137 meter över havet.
Terrängen runt Skármeta är huvudsakligen kuperad, men norrut är den platt. Havet är nära Skármeta norrut. Trakten är glest befolkad. Närmaste befolkade plats är Maldonado Station, 5,6 kilometer nordväst om Skármeta. 